# Introjeção
Introjeção designa em psicologia e, mais específicamente, na teoria psicanalítica  processo por meio do qual uma pessoa absorve, como parte integrante do ego, objetos e qualidades inerentes a esses objetos; interiorização.Na teoria psicanalítica a introjeção desempenha um importante papel na formação do superego.